# Kharkhoda
Kharkhoda es un pueblo y nagar Panchayat situado en el distrito de Meerut en el estado de Uttar Pradesh (India). Su población es de 14364 habitantes (2011). 

## Demografía
Según el censo de 2011 la población de Kharkhoda era de 14364 habitantes, de los cuales 7584 eran hombres y 67980 eran mujeres. Kharkhoda tiene una tasa media de alfabetización del 76,99%, superior a la media estatal del 67,68%: la alfabetización masculina es del 85,68%, y la alfabetización femenina del 67,51%.